# João Pedro Mingote
João Pedro Mingote (n. 2 august 1980, Santa Maria da Feira, Portugalia) este un jucător de fotbal portughez care în prezent este liber de contract.